# Kongo-Lungenfisch
Der Kongo-Lungenfisch (Protopterus dolloi) kommt in Zentralafrika im unteren und mittleren Kongobecken, im Kouilou-Niari und Ogooué vor. Benannt ist die Art nach dem belgischen Paläontologen Louis Dollo, der 1893 eine Phylogenese der Lungenfische aufstellte.

## Merkmale
Der Kongo-Lungenfisch ist der am stärksten gestreckte und damit aalartigste Lungenfisch der Erde. Seine Maximallänge liegt bei 1,35 m, das Maximalgewicht bei 11 kg. Brust- und Bauchflossen sind zu fleischigen Fäden reduziert, wie bei allen nichtaustralischen Lungenfischen. Die langen Brustflossen können das Doppelte der Kopflänge erreichen. Ihre Basis ist oft mit Fransen umgeben. Die Bauchflossen sind etwas kürzer. Der Körper ist mit kleinen Rundschuppen bedeckt, 80 bis 104 zählt man in einer Längsreihe vom Kiemendeckel bis zu einem Punkt oberhalb der Bauchflossen, 40 bis 48 in einer Reihe rund um den Körper. Kongo-Lungenfische haben 47 bis 55 Rippenpaare. Die Kopflänge liegt bei 8,5 bis 13 % der Standardlänge. Die Augen sind klein. Ihr Durchmesser liegt bei 4,5 bis 9,5 % der Kopflänge. Der Anus liegt nicht genau an der Körperunterseite, sondern etwas nach rechts oder links versetzt.
Kongo-Lungenfische sind bräunlich oder gräulich gefärbt. Der Bauch ist gelblich, die Kehle oft leicht rötlich. Die Kanäle des Seitenliniensystems sind hell von der Grundfärbung abgesetzt. Schwarze Punkte auf dem Rücken und den Körperseiten, die die Jungfische zeigen, verschwinden mit zunehmendem Alter.

## Lebensweise
Kongo-Lungenfische leben in ständig feuchten Lebensräumen ohne stärkere Trockenperioden. Tunnel, die sie in die Ufer ihrer Wohngewässer, vor allem Sümpfe, graben, dienen daher nicht dem Überleben während der Trockenzeit, sondern der Fortpflanzung. Das Männchen behütet und bewacht dort Eier und Jungfische, während weibliche Kongo-Lungenfische eher in nah gelegenen Flüssen oder Strömen zu finden sind. Kongo-Lungenfische ernähren sich von Fischen und Insekten, während der Fortpflanzungszeit nehmen sie auch pflanzliche Nahrung zu sich.